# 15 (film)
Pour les articles homonymes, voir 15 (homonymie).
Pour plus de détails, voir Fiche technique et Distribution.
15 (aussi appelé 15: The Movie) est un film singapourien réalisé par Royston Tan et sorti en 2003. C'est le premier long métrage de ce réalisateur.
En 2002, Royston Tan tourne un court métrage de 25 minutes qu'il intitule 15 car il montre des adolescents de 15 ans. Devant le succès rencontré dans divers festivals, il le développe et en fait un long métrage.

## Synopsis
Cinq adolescents de Singapour sur la voie de la marginalisation errent dans les rues, déscolarisés, livrés à eux-mêmes. Sans complaisance, on suit leurs dérives dans le sexe, la drogue, la violence, la dérision, au fil de saynètes parfois irréelles ou rappées dans une joyeuse improvisation.

## Fiche technique
- Pays : Singapour
- Réalisateur et scénariste : Royston Tan
- Scénario : tourné sur le vif
- Producteurs : Eric Khoo, Tan Fong Cheng
- Durée: 90 minutes (Singapour), 96 minutes (DVD)
- Couleur :
- Lieux de tournage : Singapour
- Production :

## Distribution
Les acteurs sont de véritables jeunes des rues qui jouent leur propre rôle : Melvin Chen, Erick Chun, Melvin Lee, Vynn Soh, Shaun Tan.

## Autour du film
- Donnant une vision subversive de la société singapourienne moderne, le film a d'abord été interdit de projection à Singapour, à l'instar du court métrage qu'il prolongeait, puis il a été interdit aux moins de 21 ans. Sous la pression du Bureau de censure des films, Royston Tan mit fin à cette interdiction en faisant 27 coupures dans le film[1].
- Avec ce premier long métrage, Royston Tan inaugure une façon originale d'intituler ses films qu'il poursuivra avec 4:30, 881 et 12 Lotus.